# Helladia alziari
Helladia alziari är en skalbaggsart som beskrevs av Gianfranco Sama 1992. Helladia alziari ingår i släktet Helladia och familjen långhorningar. Inga underarter finns listade i Catalogue of Life.